# Sindumin
Sindumin est une ville de Malaisie qui se trouve dans l'État du Sabah.